# Léon Maurice
Léon Maurice, né le 2 février 1834 à Douai (Nord) et décédé le 29 mars 1890 à Attiches (Nord), est un homme politique français. 

## Biographie
Léon Maurice est le fils de Jules-Nicolas Maurice (1808-1876), député et sénateur du Nord. Avocat à Douai, il est juge suppléant au tribunal civil en 1859 et substitut. Il est substitut général en 1871 et conseiller à la cour d'appel de Douai en 1874. Il est révoqué en 1883. Maire d'Attiches, il est député du Nord de 1885 à 1889, siégeant à droite.
Il est enterré au cimetière principal de Douai.

## Sources
- « Léon Maurice », dans Adolphe Robert et Gaston Cougny, Dictionnaire des parlementaires français, Edgar Bourloton, 1889-1891 [détail de l’édition]